# Metropolia di Hong Kong
La metropolia di Hong Kong (in greco: Ιερά Μητρόπολις Χονγκ Κονγκ; Ierá Mitrópolis Chon'nk Kon'nk) è una sede del patriarcato ecumenico di Costantinopoli con giurisdizione su diversi stati dell'Asia orientale.
Metropolita di Hong Kong ed esarca del Sud-Est asiatico è Nektários Tsílis, eletto dal Santo Sinodo patriarcale il 9 gennaio 2008, consacrato vescovo il 20 gennaio e intronizzato il 1º marzo.

## Territorio
La metropolia estende la sua giurisdizione sui fedeli greco-ortodossi del patriarcato ecumenico di Costantinopoli residenti nei seguenti stati: Hong Kong, Cina, Taiwan, Macao, Filippine, Vietnam, Cambogia, Laos, Thailandia, Myanmar e Mongolia.
La sede metropolitana è a Hong Kong, dove si trova la cattedrale di San Luca.

## Storia
La metropolia è stata eretta dal Santo Sinodo del patriarcato di Costantinopoli il 12 agosto 1996, ricavandone il territorio dalla metropolia della Nuova Zelanda. Il 9 gennaio 2008 ha ceduto una porzione di territorio a vantaggio dell'erezione della metropolia di Singapore.

## Cronotassi
- Nikítas Loúlias (14 dicembre 1996 - 29 agosto 2007 eletto metropolita titolare dei Dardanelli)[7][8]
- Nektários Tsílis, dal 9 gennaio 2008